# Sérgio Hingst
Sérgio Hingst (Sorocaba, 1924 – Sorocaba, 7 novembre 2004) è stato un attore brasiliano.

## Biografia
Di origine tedesca, appartenne alla seconda generazione di allievi dell'Escola de Arte Dramática.
Insieme a Franco Zampari fondò il Teatro Brasileiro de Comédia.
Con oltre 100 partecipazioni, fu il secondo attore brasiliano ad apparire maggiormente sul grande schermo, preceduto solo da Wilson Grey . Non lavorò invece in nessuna telenovela.
Affetto da asma severa, morì a causa di un infarto, il 7 novembre 2004, all'età di 80 anni.

## Vita privata
Visse sempre a Sorocaba, la città dove era nato. Il suo unico matrimonio, dal quale nacquero due figli, finì con la morte dell'attore.

## Filmografia parziale
- Promiscuidade, os Pivetes de Kátia, regia di Fauzi Mansur (1984)